# Palazzo Chitralada

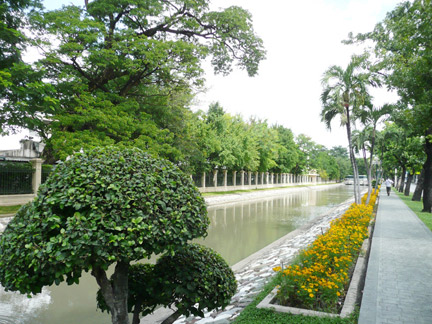
Fossato e cancellata che circondano Suan Chitralada

Palazzo Chitralada (trascrizione IPA [tʃitralaˈdaː]; in lingua thai: พระตำหนักจิตรลดารโหฐาน, RTGS: Phra Tham Nak Chitralada Raho-than) è un ex residenza reale di Bangkok, in Thailandia. Fu la residenza di re Bhumibol Adulyadej (Rama IX) e della sua consorte, la regina Sirikit, ed è parte del Palazzo Dusit, nel distretto Dusit. Il parco di Palazzo Chitralada, Suan Chitralada (สวนจิตรลดา), occupa un isolato di circa 4 km² circondato da un'inferriata e un fossato.

## Storia
Il palazzo e il parco furono inaugurati nel 1913 da re Rama VI nei pressi del grande complesso di Palazzo Dusit, fatto costruire da re Rama V come nuova residenza reale negli anni a cavallo del 1900. Nel 1925, il re Rama VII dispose che Palazzo Chitralada entrasse a far parte del complesso di Palazzo Dusit. In quegli anni il Palazzo Chitralada non fu mai la residenza permanente dei sovrani Chakri, che vivevano soprattutto nella vicina Villa Amporn Sathan, anche se la residenza ufficiale è sempre rimasta lo storico Grande Palazzo Reale fondato nel 1782 da Rama I, il primo sovrano della dinastia Chakri.
Con l'abdicazione di Rama VII nel 1935, il trono fu assegnato al nipote Ananda Mahidol (Rama VIII), un bambino di 10 anni che era residente in Svizzera con la madre, il fratello e la sorella. Il nuovo re tornò a Bangkok con la famiglia per la cerimonia di investitura e soggiornò temporaneamente a Palazzo Chitralada, prima di tornare in Svizzera per completare gli studi. La famiglia reale tornò per una nuova visita a Bangkok nel dicembre 1945 e soggiornò nel Palazzo Bormmapiman, che fa parte del Grande Palazzo Reale. Pochi giorni prima del nuovo rientro in Svizzera, il 9 giugno 1946 Rama VIII morì in circostanze mai chiarite e fu nominato re il fratello diciannovenne Bhumibol Adulyadej, che in agosto tornò in Svizzera per completare gli studi.
Nel 1950, Rama IX tornò in Thailandia e andò ad abitare in Villa Amporn Sathan, quello stesso anno sposò Sirikit e fu incoronato. Subito dopo tornò per l'ultima volta in Svizzera per motivi di salute e rientrò definitivamente in Thailandia nel dicembre 1951, trasferendosi al Palazzo Chitralada. Poco dopo ordinò il restauro del palazzo e andò a vivere nuovamente in Villa Amporn Sathan fino al termine del restauro. Il 31 ottobre 1957 la famiglia reale si trasferì definitivamente a Palazzo Chitralada, che rimase la residenza permanente del re fino alla morte avvenuta il 13 ottobre 2016, anche se negli ultimi anni di vita le precarie condizioni di salute lo costrinsero molto spesso a lunghe degenze ospedaliere. Il nuovo re Vajiralongkorn (Rama X) ha scelto come residenza permanente Villa Amporn Sathan.

## Palazzi e iniziative reali nel giardino

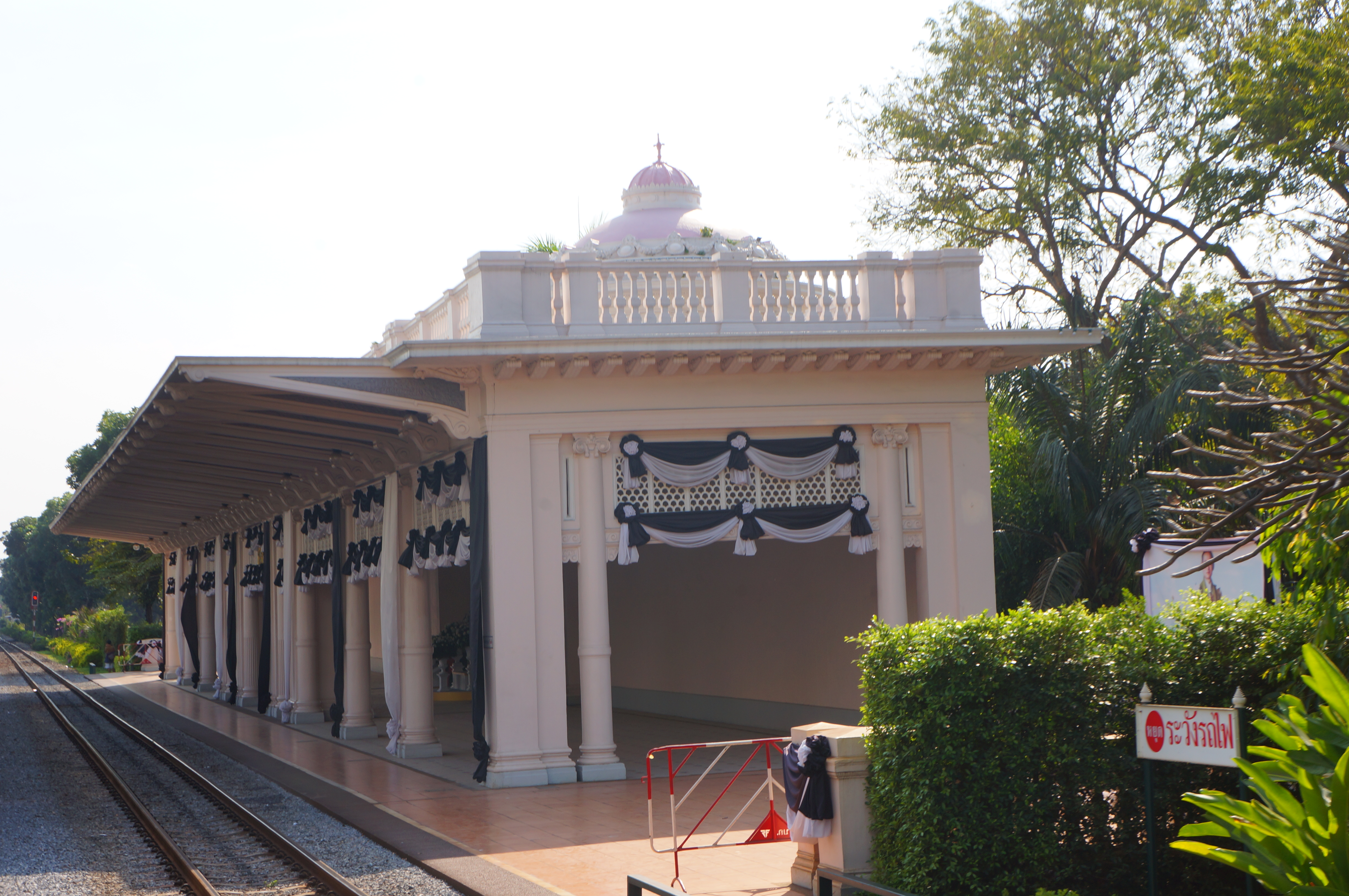
Stazione di Chitralada

Il palazzo principale dove viveva la famiglia reale è un edificio a due piani. Un altro palazzo ospita la prestigiosa scuola Chitralada, fondata nel 1958 per dare un'adeguata istruzione ai bambini della famiglia reale. In seguito hanno potuto iscriversi anche altri bambini, ma la scuola è particolarmente esclusiva e vi è una restrittiva selezione per essere ammessi. All'esterno del lato est del giardino si trova la stazione ferroviaria reale, usata molto raramente.
Nel parco re Bhumibol fece approntare diversi progetti di ricerca nel campo dell'agricoltura e della zootecnia. Fece costruire fattorie dove accolse vari animali, risaie, mulini a vento e altri esempi di innovazioni varie ed esperimenti agricoli che riflettevano il suo impegno per modernizzare l'agricoltura nel Paese. Uno dei primi esperimenti condotti fu nel 1952 l'allevamento di nuove specie di pesci da introdurre nelle acque thailandesi per una dieta migliore della popolazione. Nel 1960 fece impiantare una foresta di alberi vari presenti nel Paese per studiare nuovi metodi di salvaguardia ambientale. La coltura del riso ebbe inizio nel 1961 e con essa furono studiati nuovi tipi di rotazione colturale. Tra le altre attività introdotte vi furono quelle legate all'allevamento del bestiame, all'industria casearia e alla produzione di biogas.